# Prosotas indica
Prosotas indica är en fjärilsart som beskrevs av Evans 1925. Prosotas indica ingår i släktet Prosotas och familjen juvelvingar. Inga underarter finns listade i Catalogue of Life.